# Hansaplast

Aktuelles Hansaplast Logo seit 2014

Hansaplast-Logo 2008–2014

Hansaplast-Logo 1977–2007

Hansaplast ist eine Pflastermarke der Beiersdorf AG. Das Hansaplast-Pflaster wurde 1922 durch die Kombination von Leukoplast und einer Mullauflage entwickelt. Das Pflaster sollte selbstklebend, aber dennoch leicht ablösbar sein. Als Namenspate diente die Hansestadt Hamburg, der Firmensitz von Beiersdorf.

„Die Anwendung ist sehr einfach: Ein der Größe der Wunde entsprechendes Stück wird mit Schere oder Messer abgeschnitten (Abb. 1), die Schutzgaze entfernt (Abb. 2) und das Kompressenpflaster so aufgelegt, daß das gelbe Mullkissen die Wunde völlig bedeckt (Abb. 3), während die beiderseitig überstehenden Leukoplaststreifen fest auf die Haut gedrückt werden. Im Bedarfsfalle können die beiden nicht klebenden Seiten des Verbandes durch Leukoplaststreifen verschlossen werden. Das Hansaplast wird einerseits in kleinen ‚Beutelpackungen‘ für die Brieftasche, anderseits in der sogenannten ‚Sportpackung‘ in Blechschachteln wie eine kleine Zigarettenschachtel geliefert. Erstere kosten 30 Pf. letztere 90 Pf.“

Im Laufe der Zeit wurden die Pflasterträger und die Klebemassensysteme mit z. B. hypoallergenen Eigenschaften weiterentwickelt, so dass inzwischen spezialisierte Typen wie „Aqua Protect“, „Junior“, „Universal“, „Elastic“, „Classic“ etc. im Handel sind. Durch eine antimikrobielle Ausrüstung der Wundauflage mit Silber bzw. Chlorhexidin kann die Heilung einer Wunde durch die Reduzierung des Risikos einer Infektion günstig beeinflusst werden.
Das Design der Marke wurde Anfang 2008 komplett überarbeitet. Neben einem neuen Logo wurde auch ein neues Verpackungsdesign eingeführt. Im Jahr 2014 wurde dann das heutige Logo-Design erstmals in Anzeigen und auf Produktverpackungen veröffentlicht.
In anderen Ländern werden die Produkte unter den Schwestermarken Elastoplast (Großbritannien und einige Länder des Commonwealth) und Curitas vertrieben.

## Sonstige Markenverwendung
- Hansaplast Lärm STOP sind Ohrstöpsel zum Gehörschutz.
- In Frankreich werden unter dem Namen Hansaplast auch Kondome verkauft.